# Helsdingenia hebesoides
Espèce
Helsdingenia hebesoides est une espèce d'araignées aranéomorphes de la famille des Linyphiidae.

## Distribution
Cette espèce est endémique de Sumatra en Indonésie.

## Description
Le mâle holotype mesure 1,88 mm et la femelle paratype 2,13 mm.

## Publication originale
- Saaristo & Tanasevitch, 2003 : Helsdingenia gen.n., a new micronetid genus from Old-World tropics (Aranei: Linyphiidae: Micronetinae). Arthropoda Selecta, vol. 11, no 2, p. 153-158 (texte intégral).